# Gać (gmina Redzikowo)
Gać (kaszb. Gac, niem. Gatz) – wieś w Polsce położona na Równinie Sławieńskiej w województwie pomorskim, w powiecie słupskim, w gminie Redzikowo. Leży 16,5 km od centrum Słupska (11 km w linii prostej). Zachodnia granica wsi jest jednocześnie fragmentem granicy powiatu słupskiego i województwa pomorskiego. Na północ od wsi przepływa Moszczeniczka.

## Nazwa
Nazwa, pierwszy raz wzmiankowana w 1466, ma genezę słowiańską i charakter kulturowy. Wywodzi się od nazwy pospolitej gać „grobla, tama z faszyny lub drzewa”. Nazwa niemiecka jest adaptacją fonetyczną pierwotnej nazwy słowiańskiej.
Rada Języka Kaszubskiego proponuje kaszubską formę nazwy Gac.

## Historia
VIII-X wiek – w Dolinie Moszczeniczki, około 1,5 km od obecnej zabudowy wsi, powstało grodzisko słowiańskie. 
1466 – pierwszy zapis nazwy wsi: Gatz; Graf von Below nazywany Panem na Gaci; z tego roku pochodzi dokument nadający wieś w lenno rodowi von Below, który to nieprzerwanie przez 408 lat zamieszkiwał miejscowy majątek Wasserburg
1784 – lokalny spis odnotował istnienie folwarku, młyna wodnego, cegielni, kuźni, jeszcze jednego nowo powstałego folwarku Buchenhof oraz 27 dymów
1792 – ur. Heinrich von Below, przywódca religijnej sekty belowian (zm. 1855)
1809 – powstał budynek szkoły
1820 – powstanie sekty belowian
po 1855 – miejscowe dobra zostały zakupione przez Wilhelma von Zitzewitza] (1838-1925)
1925 – wieś została odziedziczona wraz z Sycewicami przez swojego ostatniego właściciela – Heinricha von Zitzewitz
1945 – Gatz jako Gać przyłączona do Polski
Schyłek lat 40. – we wsi powstało Państwowe Gospodarstwo Rolne, które według stanu z 1 stycznia 1952 zajmowało 486 ha.
1975–1998 miejscowość należała administracyjnie do województwa słupskiego.

## Infrastruktura
8 gospodarstw rolnych o powierzchni od 1 do 23 ha. Uprawy. Hodowla.
Najbliższa stacja kolejowa: Sycewice

## Zabytki
- dwór murowano-szachulcowy rodu von Below, w środkowej części barokowy z XVIII w. z falistymi naczółkami nad wystawką. W XIX w. rozbudowany o piętrowe alkierze i boczne skrzydła[9],
- grodzisko słowiańskie,
- cmentarz ewangelicki.